# Blanks 77
I Blanks 77 sono un gruppo street punk statunitense formatosi a Hillside nel 1990. Musicalmente propongono un suono
quasi identico a quello del primo punk. La formazione della band, composta originariamente da Mike Blank (voce), Renee Wasted (chitarra), Brendan (basso) e Chad 10 Seconds (batteria), è rimasta sempre stabile se si eccettuano alcuni cambi di formazione al basso. Hanno pubblicato tre album di studio prima di sciogliersi nel 2001; si sono riformati nel 2004 e sono tuttora attivi.

## Formazione

### Formazione attuale
- Mike Blank - voce
- Renee Wasted - chitarra
- Tim Tj Blank - basso
- Chad 10 Seconds - batteria

### Ex componenti
- Brendan - basso
- Geoff Kresge - basso
- Paul Russo - batteria
- Kid Lynch - batteria

## Discografia

### Album in studio
- 1995 - Killer Blanks
- 1997 - Tanked and Pogoed
- 1998 - C.B.H.

### Apparizioni in compilation
- 1999 - Smells Like Bleach: A Punk Tribute to Nirvana
- 2001 - Ramones Maniacs